# Ernodes digitatus
Ernodes digitatus är en nattsländeart som beskrevs av Martynov 1918. Ernodes digitatus ingår i släktet Ernodes och familjen sandrörsnattsländor. Inga underarter finns listade i Catalogue of Life.